# Coccophagus biguttatus
Coccophagus biguttatus är en stekelart som beskrevs av Girault 1915. Coccophagus biguttatus ingår i släktet Coccophagus och familjen växtlussteklar. Inga underarter finns listade i Catalogue of Life.